# هولگر برنر
هولگر برنر (آلمانی: Holger Börner؛ ۷ فوریهٔ ۱۹۳۱ – ۲ اوت ۲۰۰۶) یک سیاست‌مدار اهل آلمان بود. او از اعضای حزب سوسیال دموکرات آلمان(SPD) می‌باشد. او از سال ۱۹۷۶ تا ۱۹۸۷ میلادی، به مدت چهار دوره وزیر فدرال ایالت هسن آلمان بود.